# Dolní Řasnice
Dolní Řasnice (německy Rückersdorf) je obec a vesnice na severu Česka, v okrese Liberec, v Libereckém kraji. Leží ve Frýdlantském výběžku asi 6 km severovýchodně od města Frýdlantu na silnici do Jindřichovic pod Smrkem. Obec má 561 obyvatel, je v ní mateřská a základní škola.
Dolní Řasnicí prochází železniční trať 039 z Frýdlantu do Jindřichovic pod Smrkem.
Součástí Dolní Řasnice je osada V Lukách (německy Wiesenhäuser, popř. Neu Amerika), která se rozkládá jižně od vsi mezi návrším Písečník (405 m) a údolím Lomnice, na okraji přírodního parku Peklo.

## Historie
První zmínka o vsi se nachází ve frýdlantském urbáři roku 1381. Tehdy šlo o vrchnostenskou vesnici s přibližně 40 domy, ve které se od poloviny 16. století nacházelo léno rodiny Resselů a posléze také Knebelů a Maxenů. Roku 1651 ve vsi žilo 353 osob v zhruba stovce usedlostí. Tento počet však následně poklesl v důsledku protireformačních akcí, kdy v letech 1653–54 bylo obydleno pouze 30 usedlostí osídlených 32 muži a 34 ženami hlásícími se ke katolické víře. Po třicetileté válce a dalších konfliktech 18. a 19. století počet obyvatel znovu narůstal a Dolní Řasnice se začala stávat jednou z nejlidnatějších zemědělských obcí Frýdlantska. Zemědělský ráz si obec zachovala dodnes, snad jedinou výjimkou je založení jedné z prvních textilek na výrobu polovlněných a bavlněných látek – firma Josef Ressel vznikla roku 1864 a na počátku 20. století zaměstnávala 400 lidí.
V období kolem druhé světové války, mezi roky 1938 a 1945, patřila obec do území zabraném Německem. Po poválečném odsunu nahradili původní obyvatele spolu s českými reemigranty také přistěhovalci z vnitřních částí Československa. Budovy místní továrny sloužily po znárodnění nejprve liberecké Severochemě, pak jako sklady pro různé zemědělské subjekty.
Od roku 2004 udržují v čas Velikonoc péčí Milana Maršálka tradici vajíčkovníku. Nejprve je strom vztyčen. Následně jsou pak na něj zavěšována vyfouknutá vajíčka, v nichž je ukryti tajné přání či sen osoby, jež vajíčko na strom věší.

## Náboženství
Mezi lidmi, kteří po druhé světové válce přicházeli do Dolní Řasnice, byli také křesťané. Ti, co se hlásili k Českobratrské církvi evangelické, si v obci založili kazatelskou stanici, jež se roku 1947 stala součástí sboru v Novém Městě pod Smrkem. Po téměř šedesáti letech ale roku 2006 zanikla jako poslední ze stanic novoměstského sboru.

## Významné osobnosti
- Andreas Stelzig – kovář a vůdce odboje frýdlantských poddaných v letech 1679–87
- Adolf Hausmann – akademický malíř, který působil jako profesor na vysoké škole v portugalském Domaru
- Franz Ressel – učitel na akademickém institutu pro církevní hudbu v Berlíně
- Franz Schäfer – komponista

## Starostové obce
- Robert Wildner (do října 2018)
- Marek Kratochvíl (od října 2018)